# Hvirring Kirke
Hvirring kirke ligger i Hvirring Sogn, i det tidligere Nim Herred Skanderborg Amt, nuværende Hedensted Kommune, Region Midtjylland.
Apsis, kor og skib er opført i romansk tid af granitkvadre, apsis og skib over skråkantsokkel, koret over sokkel med rundstavsprofil. Begge døre er i behold, norddøren i tilmuret tilstand. Syddøren har glat tympanon, norddørens tympanon har akantusornamenter om et træ. Flere romanske vinduer er bevaret, i apsis ses et rundbuevindue mod øst og et cirkulært vindue mod sydøst. Det sengotiske tårn har muligvis afløst et ældre og smallere tårn.
Apsis blev i sengotisk tid adskilt fra koret. Den brede, runde korbue har skråkantsokkel og ornamenterede kragsten. Den nordre kragsten har akantusranke, der i midten afbrydes af et felt, hvori ses en form, der både kan være en dyreform og en vegetativ form. Den søndre kragsten har akantusranke, båndfletning og ringkæde, der knytter sig til fontene i Tvilum og Vejerslev Kirke. Kor og skib har krydshvælv, som ifølge overlevering er iværksat i 1591 af Claus Glambek til Rask Hovedgård med materialer fra den nedbrudte Boring Kirke. Alterbordets forside er udsmykket af Joakim Skovgaard, bag alterbordet er opført en afskilring til apsis, skillemuren er dekoreret med et vægmaleri af Joakim Skovgaard fra 1919, der fungerer som altertavle. Prædikestolen er fra slutningen af 1500-tallet. På korets nordvæg ses en figursten over Claus Glambek (død 1591) og familie.
Den romanske granitfont er cylindrisk med rundstave.
- Kragsten
- Døbefont

## Eksterne kilder og henvisninger
- Wikimedia Commons har flere filer relateret til Hvirring Kirke
- Hideko Bondesen på nordenskirker.dk Arkiveret 4. oktober 2007 hos  Wayback Machine
- Hvirring Kirke hos KortTilKirken.dk
- Hvirring Kirke hos danmarkskirker.natmus.dk (Danmarks Kirker, Nationalmuseet)